# Matti Saanio
Matti Saanio, född 17 mars 1925 i Åbo, död 17 april 2006 i Hangö, var en finländsk fotograf.
Saanio arbetade som scenograf, målare och fotograf. Han gjorde sig känd framförallt som tolkare av livet i Lappland och vid den norska Ishavskusten, som han skildrade i flera utställningar och bokverk. Han var konstnärsprofessor 1972–1978. År 1995 mottog han Pro Finlandia-medaljen. År 2004 utnämndes han till hedersdoktor vid Lapplands universitet.
Han var gift med textilkonstnären Elsa Montell-Saanio.